# Bitwa pod Łubniami
Bitwa pod Łubniami – bitwa stoczona między powstańcami a wojskami polskimi w dniach 26 maja-7 czerwca 1596 w czasie powstania kozacko-chłopskiego. Zwana też bitwą nad Sołonicą lub rzezią nad Sołonicą.
Do bitwy doszło nad rzeką Sułą w pobliżu miejscowości Łubnie i Sołonica. Tam bowiem, w oparciu o rzekę postanowili bronić się  powstańcy dowodzeni przez Semena Nalewajkę i Hryhora Łobodę. Stroną atakującą były wojska dowodzone przez hetmana Stanisława Żółkiewskiego. Liczyły one około 5000 żołnierzy. Oddziały kozackie zajęły pozycje obronne, pomimo że liczyły około 6000 ludzi, ponieważ było wśród nich wielu rannych i chorych.
Kiedy szturm przeprowadzony 26 maja został przez powstańców odparty, hetman Żółkiewski rozkazał otoczyć obóz i ostrzeliwać go z dział. Dodatkowo dla zastraszenia powstańców przed obozem wbito na pal dwóch jeńców kozackich. Kiedy szykowano kolejny szturm, okazało się, że Kozacy uwięzili swoich przywódców i wystąpili o ustalenie warunków kapitulacji.
Po rokowaniach ustalono, że mają wydać przywódców, działa, amunicję oraz zwrócić zagrabione mienie i jeńców. Kiedy jednak powstańcy opuszczali obóz, doszło do rzezi. Wbrew rozkazom hetmana, około 1000 jeńców straciło życie. Według innych źródeł kilkuset. Rzeź nad Sołonicą zapoczątkowała niechlubny precedens łamania umów, przyczyniając się do wzrostu nienawiści i oddalenia szans na porozumienie z Kozakami oraz mieszkańcami Ukrainy. Ataman Łoboda stracił życie w czasie niesnasek, jakie wybuchły w czasie oblężenia, natomiast Semen Nalewajko został stracony w Warszawie.